# Wereldkampioenschappen kunstschaatsen 2015

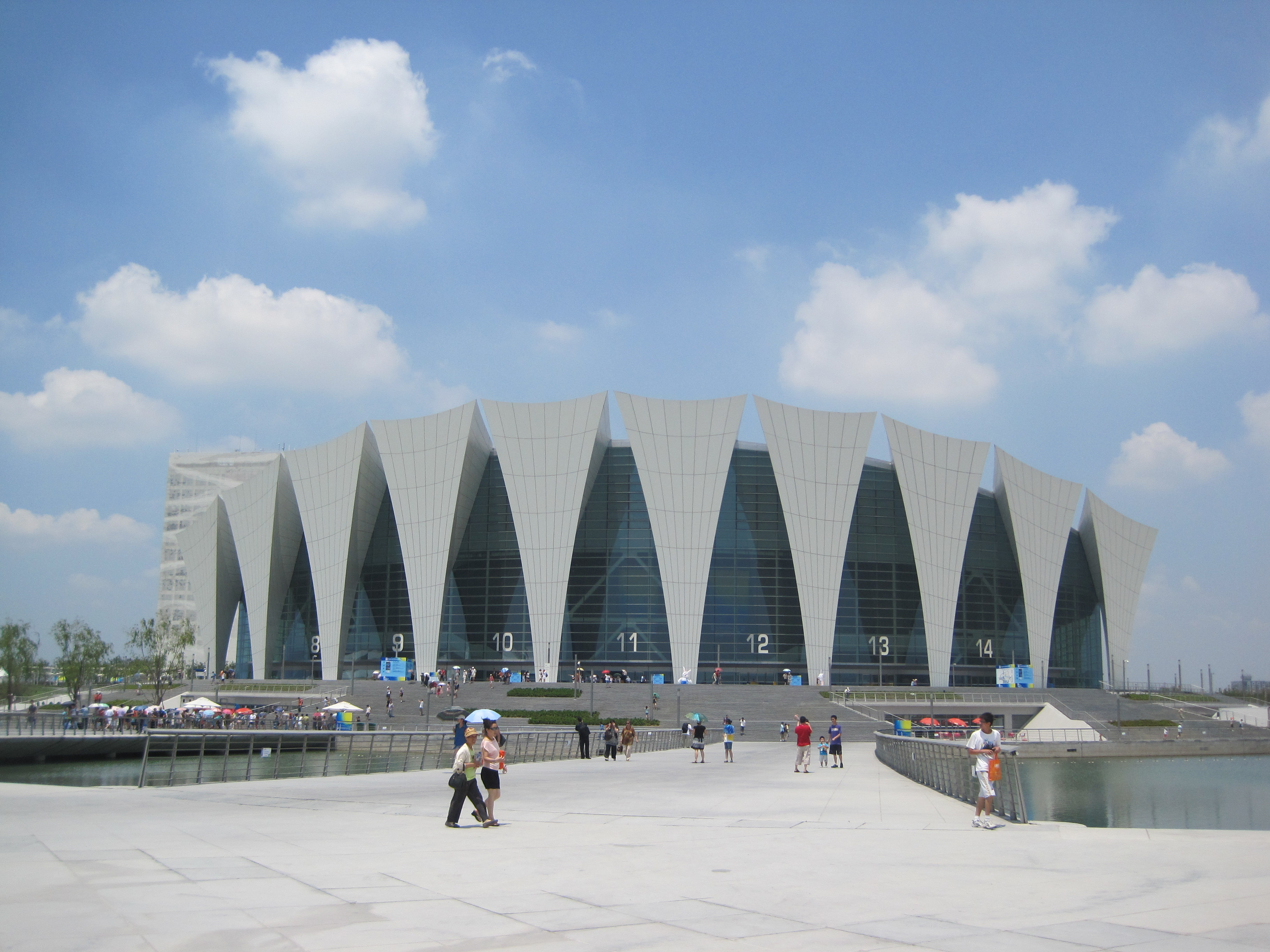
Shanghai Oriental Sports Center, waar de kunstschaatswedstrijden gehouden werden

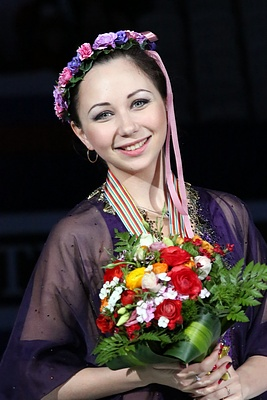
Toektamysjeva werd in 2015 zowel Europees kampioen als wereldkampioen (foto, na de medailleceremonie) bij de vrouwen

De Wereldkampioenschappen kunstschaatsen 2015 werden gevormd door vier toernooien die door de Internationale Schaatsunie (ISU) werden georganiseerd.
Voor de mannen was het de 105e editie, voor de vrouwen de 95e, voor de paren de 93e en voor de ijsdansers de 63e editie. De kampioenschappen vonden plaats van 23 tot en met 29 maart in het Shanghai Oriental Sports Center in Shanghai, China. Het was de eerste keer dat de wereldkampioenschappen kunstschaatsen in China plaatsvonden.
| Programma | Programma        | Programma        | Programma         | Programma          | Programma        | Programma         | Programma       |
| --------- | ---------------- | ---------------- | ----------------- | ------------------ | ---------------- | ----------------- | --------------- |
|           | maandag 23 maart | dinsdag 24 maart | woensdag 25 maart | donderdag 26 maart | vrijdag 27 maart | zaterdag 28 maart | zondag 29 maart |
| IJsdansen | Trainingen       | Trainingen       | korte kür         |                    | vrije kür        |                   | Gala            |
| Paren     | Trainingen       | Trainingen       | korte kür         | vrije kür          |                  |                   | Gala            |
| Mannen    | Trainingen       | Trainingen       |                   |                    | korte kür        | vrije kür         | Gala            |
| Vrouwen   | Trainingen       | Trainingen       |                   | korte kür          |                  | vrije kür         | Gala            |

## Deelname
Elk bij de ISU aangesloten land kon één schaatser/één paar aanmelden per kampioenschap. Extra startplaatsen (met een maximum van drie per kampioenschap) zijn verdiend op basis van de eindklasseringen op het WK van 2014.
Voor Nederland nam Niki Wories voor de eerste keer deel bij het vrouwentoernooi.
Deelnemende landen
Er namen deelnemers uit 37 landen deel aan de kampioenschappen. Er werden 115 startplaatsen ingevuld. De Oostenrijkse Kerstin Frank en het Duitse paar Nelli Zhiganshina en Alexander Gazsi trokken zich voor de wedstrijden bij, respectievelijk, de vrouwen en het ijsdansen terug.
(Tussen haakjes het totaal aantal startplaatsen in de vier toernooien.)
| Rusland (11) Verenigde Staten (11) Canada (10) Japan (8) China (7) Italië (7) Frankrijk (5) Duitsland (4) Zuid-Korea (4) Israël (3) | Oekraïne (3) Oostenrijk (3) Tsjechië (3) Wit-Rusland (3) Australië (2) Filipijnen (2) Finland (2) Hongarije (2) Letland (2) Slowakije (2) | Spanje (2) Verenigd Koninkrijk (2) Zweden (2) Zwitserland (2) Armenië (1) Denemarken (1) Estland (1) Georgië (1) Hongkong (1) Kazachstan (1) | Litouwen (1) Nederland (1) Noorwegen (1) Oezbekistan (1) Polen (1) Slovenië (1) Turkije (1) |

(Spanje (mannen), Duitsland (paren), Frankrijk (paren, ijsdansen) en het Verenigd Koninkrijk (ijsdansen) vulden de extra startplaats niet in.)

## Medailleverdeling
Na twee jaar achter elkaar brons te hebben gewonnen, veroverde de Spanjaard Javier Fernández zijn eerste wereldtitel bij de mannen. Het zilver was voor de Japanner Yuzuru Hanyu; hij ontving in 2012 brons en werd in 2014 de wereldkampioen. De Kazach Denis Ten, die als derde eindigde, kreeg zijn tweede WK-medaille. In 2013 won Ten zilver.
Bij de vrouwen was het voor alle drie de medaillewinnaars (Jelizaveta Toektamysjeva, Satoko Miyahara en Jelena Radionova) de eerste WK-medaille. Voor Miyahara en Radionova was de WK 2015 tevens hun debuut bij de wereldkampioenschappen. Toektamysjeva had in 2013 al eens meegedaan aan de wereldkampioenschappen kunstschaatsen.
Net als Fernández bij de mannen kon het Canadese paar Meagan Duhamel / Eric Radford na twee bronzen medailles nu gekroond worden tot wereldkampioen bij het paarrijden. Het zilver en brons was voor de Chinese duo's Sui Wenjing / Han Cong en Pang Qing / Tong Jian. Voor het laatste paar was het de zesde WK-medaille.
Het Franse paar Gabriella Papadakis / Guillaume Cizeron mocht bij de tweede deelname goud in ontvangst nemen. Papadakis en Cizeron hadden nog niet eerder een medaille gewonnen op de WK, maar waren in 2015 wel al Europees kampioen geworden. Ook voor het Amerikaanse duo Madison Chock / Evan Bates, dat zilver won, was het de eerste WK-medaille. Bronzenmedaillewinnaars Kaitlyn Weaver / Andrew Poje uit Canada kregen in 2014 al een zilveren medaille.
| Discipline | Goud                                    | Zilver                     | Brons                        |
| ---------- | --------------------------------------- | -------------------------- | ---------------------------- |
| Mannen     | Javier Fernández                        | Yuzuru Hanyu               | Denis Ten                    |
| Vrouwen    | Jelizaveta Toektamysjeva                | Satoko Miyahara            | Jelena Radionova             |
| Paren      | Meagan Duhamel / Eric Radford           | Sui Wenjing / Han Cong     | Pang Qing / Tong Jian        |
| IJsdansen  | Gabriella Papadakis / Guillaume Cizeron | Madison Chock / Evan Bates | Kaitlyn Weaver / Andrew Poje |

## Uitslagen
| #                   | naam (deelname)            | land                      | punten | korte kür  | vrije kür   |
| ------------------- | -------------------------- | ------------------------- | ------ | ---------- | ----------- |
| Goud                | Javier Fernández (9)       | Vlag van Spanje           | 273.90 | 92.74 (2)  | 181.16 (2)  |
| Zilver              | Yuzuru Hanyu (4)           | Vlag van Japan            | 271.08 | 95.20 (1)  | 175.88 (3)  |
| Brons               | Denis Ten (6)              | Vlag van Kazachstan       | 267.72 | 85.89 (3)  | 181.83 (1)  |
| 4                   | Jason Brown                | Vlag van Verenigde Staten | 248.29 | 84.32 (6)  | 163.97 (5)  |
| 5                   | Nam Nguyen (2)             | Vlag van Canada           | 242.59 | 77.73 (9)  | 164.86 (4)  |
| 6                   | Misha Ge (5)               | Vlag van Oezbekistan      | 234.89 | 78.52 (8)  | 156.37 (7)  |
| 7                   | Maksim Kovtoen (3)         | Vlag van Rusland          | 230.70 | 70.82 (16) | 159.88 (6)  |
| 8                   | Adam Rippon (3)            | Vlag van Verenigde Staten | 229.71 | 75.14 (11) | 154.57 (8)  |
| 9                   | Florent Amodio (5)         | Vlag van Frankrijk        | 229.62 | 80.84 (7)  | 148.78 (11) |
| 10                  | Yan Han (2)                | Vlag van China            | 229.15 | 84.45 (5)  | 144.70 (13) |
| 11                  | Joshua Farris              | Vlag van Verenigde Staten | 223.04 | 73.52 (13) | 149.52 (10) |
| 12                  | Takahiko Kozuka (7)        | Vlag van Japan            | 222.69 | 70.15 (19) | 146.81 (9)  |
| 13                  | Sergej Voronov (6)         | Vlag van Rusland          | 218.41 | 84.70 (4)  | 133.71 (17) |
| 14                  | Ronald Lam (3)             | Vlag van Hongkong         | 214.36 | 72.66 (14) | 141.70 (14) |
| 15                  | Michal Březina (6)         | Vlag van Tsjechië         | 213.83 | 76.84 (10) | 136.99 (15) |
| 16                  | Takahito Mura (3)          | Vlag van Japan            | 211.74 | 64.93 (23) | 146.81 (12) |
| 17                  | Oleksij Bytsjenko (4)      | Vlag van Israël           | 209.26 | 74.98 (12) | 137.28 (16) |
| 18                  | Chafik Besseghier (2)      | Vlag van Frankrijk        | 199.86 | 70.27 (18) | 129.59 (19) |
| 19                  | Lee June-hyoung            | Vlag van Zuid-Korea       | 197.52 | 64.51 (24) | 133.01 (18) |
| 20                  | Brendan Kerry (2)          | Vlag van Australië        | 194.57 | 70.36 (17) | 124.21 (21) |
| 21                  | Michael Christian Martinez | Vlag van Filipijnen       | 192.38 | 67.03 (22) | 125.35 (20) |
| 22                  | Jeremy Ten (2)             | Vlag van Canada           | 183.79 | 72.28 (15) | 111.51 (22) |
| 23                  | Alexander Majorov (5)      | Vlag van Zweden           | 176.55 | 67.53 (21) | 109.02 (23) |
| 24                  | Jaroslav Paniot            | Vlag van Oekraïne         | 174.52 | 69.09 (20) | 105.43 (24) |
| Finale niet bereikt |                            |                           |        |            |             |
| 25                  | Ivan Righini (2)           | Vlag van Italië           |        | 63.05 (25) |             |
| 26                  | Song Nan (4)               | Vlag van China            |        | 61.69 (26) |             |
| 27                  | Petr Coufal                | Vlag van Tsjechië         |        | 60.31 (27) |             |
| 28                  | Pavel Ignatenko (2)        | Vlag van Wit-Rusland      |        | 58.78 (28) |             |
| 29                  | Peter Liebers (8)          | Vlag van Duitsland        |        | 54.28 (29) |             |
| 30                  | Stéphane Walker (2)        | Vlag van Zwitserland      |        | 53.42 (30) |             |

| #                   | naam (deelname)              | land                      | punten | korte kür  | vrije kür   |
| ------------------- | ---------------------------- | ------------------------- | ------ | ---------- | ----------- |
| Goud                | Jelizaveta Toektamysjeva (2) | Vlag van Rusland          | 210.36 | 77.62 (1)  | 132.74 (1)  |
| Zilver              | Satoko Miyahara              | Vlag van Japan            | 193.60 | 67.02 (3)  | 126.58 (4)  |
| Brons               | Jelena Radionova             | Vlag van Rusland          | 191.47 | 69.51 (2)  | 121.96 (6)  |
| 4                   | Gracie Gold (3)              | Vlag van Verenigde Staten | 188.96 | 60.73 (8)  | 128.23 (2)  |
| 5                   | Ashley Wagner (5)            | Vlag van Verenigde Staten | 185.01 | 57.81 (11) | 127.20 (3)  |
| 6                   | Rika Hongo                   | Vlag van Japan            | 184.58 | 62.17 (5)  | 122.41 (5)  |
| 7                   | Kanako Murakami (5)          | Vlag van Japan            | 179.66 | 65.48 (4)  | 114.18 (8)  |
| 8                   | Polina Edmunds (2)           | Vlag van Verenigde Staten | 177.83 | 61.71 (7)  | 116.12 (7)  |
| 9                   | Li Zijun (3)                 | Vlag van China            | 165.22 | 61.83 (6)  | 103.39 (11) |
| 10                  | Maé-Bérénice Méité (4)       | Vlag van Frankrijk        | 162.75 | 57.08 (12) | 105.67 (10) |
| 11                  | Alaine Chartrand             | Vlag van Canada           | 161.18 | 60.24 (10) | 100.94 (12) |
| 12                  | Park So-youn (2)             | Vlag van Zuid-Korea       | 160.75 | 53.95 (15) | 106.80 (9)  |
| 13                  | Anna Pogorilaja (2)          | Vlag van Rusland          | 160.31 | 60.50 (9)  | 099.81 (13) |
| 14                  | Joshi Helgesson (3)          | Vlag van Zweden           | 155.35 | 56.28 (13) | 099.07 (14) |
| 15                  | Nicole Rajičová (2)          | Vlag van Slowakije        | 152.61 | 54.40 (14) | 098.21 (15) |
| 16                  | Angelīna Kučvaļska           | Vlag van Letland          | 141.54 | 45.74 (23) | 095.80 (16) |
| 17                  | Anne Line Gjersem (3)        | Vlag van Noorwegen        | 139.75 | 49.25 (20) | 090.50 (17) |
| 18                  | Daša Grm (3)                 | Vlag van Slovenië         | 137.45 | 47.21 (22) | 090.24 (18) |
| 19                  | Kim Hae-jin (2)              | Vlag van Zuid-Korea       | 136.24 | 50.03 (18) | 086.21 (19) |
| 20                  | Roberta Rodeghiero (2)       | Vlag van Italië           | 134.74 | 51.42 (17) | 083.32 (21) |
| 21                  | Gabrielle Daleman (2)        | Vlag van Canada           | 133.57 | 48.13 (21) | 085.44 (20) |
| 22                  | Elene Gedevanisjvili (9)     | Vlag van Georgië          | 132.25 | 52.11 (16) | 080.14 (22) |
| 23                  | Nicole Schott                | Vlag van Duitsland        | 127.56 | 49.29 (19) | 078.27 (23) |
| 24                  | Giada Russo                  | Vlag van Italië           | 120.11 | 43.85 (24) | 076.26 (24) |
| Finale niet bereikt |                              |                           |        |            |             |
| 25                  | Natalia Popova (4)           | Vlag van Oekraïne         |        | 43.60 (25) |             |
| 26                  | Ivett Tóth                   | Vlag van Hongarije        |        | 43.47 (26) |             |
| 27                  | Eliška Březinová (3)         | Vlag van Tsjechië         |        | 43.37 (27) |             |
| 28                  | Aleksandra Golovkina         | Vlag van Litouwen         |        | 43.16 (28) |             |
| 29                  | Anastasia Galustyan          | Vlag van Armenië          |        | 41.84 (29) |             |
| 30                  | Netta Schreiber (2)          | Vlag van Israël           |        | 41.84 (30) |             |
| 31                  | Kiira Korpi (6)              | Vlag van Finland          |        | 41.11 (31) |             |
| 32                  | Niki Wories                  | Vlag van Nederland        |        | 40.38 (32) |             |
| 33                  | Eveline Brunner              | Vlag van Zwitserland      |        | 39.69 (33) |             |
| 34                  | Alisson Krystle Perticheto   | Vlag van Filipijnen       |        | 38.75 (34) |             |
| 35                  | Brooklee Han (3)             | Vlag van Australië        |        | 35.54 (35) |             |
| -                   | Kerstin Frank (6)            | Vlag van Oostenrijk       |        | t.z.t.     |             |

| #                   | naam (deelname)                              | land                         | punten | korte kür  | vrije kür   |
| ------------------- | -------------------------------------------- | ---------------------------- | ------ | ---------- | ----------- |
| Goud                | Meagan Duhamel (7) Eric Radford (5)          | Vlag van Canada              | 221.53 | 76.98 (1)  | 144.55 (1)  |
| Zilver              | Sui Wenjing (4) Han Cong (4)                 | Vlag van China               | 214.12 | 71.63 (3)  | 142.49 (2)  |
| Brons               | Pang Qing (16) Tong Jian (16)                | Vlag van China               | 212.77 | 72.59 (2)  | 140.18 (3)  |
| 4                   | Peng Cheng (3) Zhang Hao (12)                | Vlag van China               | 206.63 | 69.67 (5)  | 136.96 (4)  |
| 5                   | Yuko Kawaguchi (11) Alexander Smirnov (8)    | Vlag van Rusland             | 198.91 | 71.59 (4)  | 127.32 (6)  |
| 6                   | Jevgenia Tarasova Vladimir Morozov           | Vlag van Rusland             | 198.46 | 67.71 (6)  | 130.75 (5)  |
| 7                   | Alexa Scimeca (2) Chris Knierim (2)          | Vlag van Verenigde Staten    | 185.81 | 65.56 (7)  | 120.25 (7)  |
| 8                   | Julianne Séguin Charlie Bilodeau             | Vlag van Canada              | 178.03 | 60.53 (10) | 117.50 (10) |
| 9                   | Vanessa James (6) Morgan Ciprès (4)          | Vlag van Frankrijk           | 177.34 | 58.28 (12) | 119.06 (8)  |
| 10                  | Kristina Astachova Aleksej Rogonov           | Vlag van Rusland             | 173.58 | 55.55 (13) | 118.03 (9)  |
| 11                  | Valentina Marchei (8) Ondřej Hotárek (8)     | Vlag van Italië              | 172.55 | 60.56 (9)  | 111.99 (11) |
| 12                  | Haven Denney Brandon Frazier                 | Vlag van Verenigde Staten    | 172.51 | 61.32 (8)  | 111.19 (12) |
| 13                  | Ljoebov Iljoesjetsjkina Dylan Moscovitch (4) | Vlag van Canada              | 169.91 | 60.32 (11) | 109.59 (13) |
| 14                  | Nicole Della Monica (5) Matteo Guarise (4)   | Vlag van Italië              | 151.77 | 54.48 (14) | 097.29 (15) |
| 15                  | Mari Vartmann (5) Aaron Van Cleave (3)       | Vlag van Duitsland           | 147.84 | 47.76 (15) | 100.08 (14) |
| 16                  | Amani Fancy (2) Christopher Boyadji (2)      | Vlag van Verenigd Koninkrijk | 130.22 | 46.69 (16) | 083.53 (16) |
| Finale niet bereikt |                                              |                              |        |            |             |
| 17                  | Maria Paliakova (2) Nikita Botsjkov (2)      | Vlag van Wit-Rusland         |        | 46.17 (17) |             |
| 18                  | Miriam Ziegler (2) Severin Kiefer (4)        | Vlag van Oostenrijk          |        | 45.99 (18) |             |
| 19                  | Narumi Takahashi (4) Ryuichi Kihara (2)      | Vlag van Japan               |        | 44.54 (19) |             |

| #                   | naam (deelname)                                    | land                         | punten | korte kür  | vrije kür   |
| ------------------- | -------------------------------------------------- | ---------------------------- | ------ | ---------- | ----------- |
| Goud                | Gabriella Papadakis (2) Guillaume Cizeron (2)      | Vlag van Frankrijk           | 184.28 | 71.94 (4)  | 112.34 (1)  |
| Zilver              | Madison Chock (4) Evan Bates (5)                   | Vlag van Verenigde Staten    | 181.34 | 74.47 (1)  | 106.87 (2)  |
| Brons               | Kaitlyn Weaver (7) Andrew Poje (7)                 | Vlag van Canada              | 179.42 | 72.68 (2)  | 106.74 (3)  |
| 4                   | Anna Cappellini (9) Luca Lanotte (9)               | Vlag van Italië              | 177.50 | 72.39 (3)  | 105.11 (4)  |
| 5                   | Maia Shibutani (5) Alex Shibutani (5)              | Vlag van Verenigde Staten    | 172.03 | 69.32 (6)  | 102.71 (5)  |
| 6                   | Piper Gilles (3) Paul Poirier (6)                  | Vlag van Canada              | 165.22 | 65.90 (7)  | 099.32 (6)  |
| 7                   | Jelena Ilinych (5) Roeslan Zjigansjin (2)          | Vlag van Rusland             | 164.84 | 69.46 (5)  | 095.38 (9)  |
| 8                   | Ksenia Monko Kirill Chaljavin                      | Vlag van Rusland             | 159.13 | 62.36 (10) | 096.77 (8)  |
| 9                   | Aleksandra Stepanova Ivan Boekin                   | Vlag van Rusland             | 156.95 | 59.62 (14) | 097.33 (7)  |
| 10                  | Madison Hubbell (2) Zachary Donohue (2)            | Vlag van Verenigde Staten    | 156.56 | 61.43 (11) | 095.13 (10) |
| 11                  | Laurence Fournier Beaudry (2) Nikolaj Sørensen (4) | Vlag van Denemarken          | 156.23 | 62.40 (9)  | 093.83 (11) |
| 12                  | Charlène Guignard (4) Marco Fabbri (4)             | Vlag van Italië              | 153.84 | 61.02 (12) | 092.82 (12) |
| 13                  | Alexandra Paul (2) Mitchell Islam (2)              | Vlag van Canada              | 152.59 | 64.38 (8)  | 088.21 (14) |
| 14                  | Sara Hurtado (5) Adrià Díaz (5)                    | Vlag van Spanje              | 148.67 | 59.16 (15) | 089.51 (13) |
| 15                  | Federica Testa (4) Lukáš Csölley (4)               | Vlag van Slowakije           | 142.29 | 60.07 (13) | 082.22 (15) |
| 16                  | Alisa Agafonova (4) Alper Uçar (9)                 | Vlag van Turkije             | 136.47 | 56.07 (16) | 080.40 (16) |
| 17                  | Oleksandra Nazarova Maksym Nikitin                 | Vlag van Oekraïne            | 133.80 | 55.08 (17) | 078.72 (17) |
| 18                  | Carolina Moscheni Ádám Lukács                      | Vlag van Hongarije           | 131.01 | 53.05 (19) | 077.96 (18) |
| 19                  | Wang Shiyue Liu Xinyu                              | Vlag van China               | 128.77 | 54.38 (18) | 074.39 (19) |
| 20                  | Allison Reed (5) Vasili Rogov (4)                  | Vlag van Israël              | 124.32 | 51.12 (20) | 073.20 (20) |
| Finale niet bereikt |                                                    |                              |        |            |             |
| 21                  | Barbora Silná (4) Juri Kurakin (4)                 | Vlag van Oostenrijk          |        | 49.57 (21) |             |
| 22                  | Cathy Reed (8) Chris Reed (8)                      | Vlag van Japan               |        | 48.32 (22) |             |
| 23                  | Irina Shtork (4) Taavi Rand (4)                    | Vlag van Estland             |        | 48.04 (23) |             |
| 24                  | Natalia Kaliszek Maksym Spodyriev                  | Vlag van Polen               |        | 45.46 (24) |             |
| 25                  | Cecilia Törn Jussiville Partanen                   | Vlag van Finland             |        | 45.11 (25) |             |
| 26                  | Rebeka Kim Kirill Minov                            | Vlag van Zuid-Korea          |        | 45.09 (26) |             |
| 27                  | Olivia Smart Joseph Buckland                       | Vlag van Verenigd Koninkrijk |        | 44.32 (27) |             |
| 28                  | Viktoria Kavaliova (3) Yurii Bieliaiev (3)         | Vlag van Wit-Rusland         |        | 43.21 (28) |             |
| 29                  | Olga Jakušina Andrej Nevski                        | Vlag van Letland             |        | 42.37 (29) |             |
| 30                  | Nelli Zhiganshina (7) Alexander Gazsi (7)          | Vlag van Duitsland           |        | t.z.t.     |             |

Medaillewinnaars

Mannen · 
Vrouwen ·
Paren · 
IJsdansen

 Toernooi

1896 · 
1897 · 
1898 · 
1899 · 
1900 · 
1901 · 
1902 · 
1903 · 
1904 · 
1905 · 
1906 · 
1907 · 
1908 · 
1909 · 
1910 · 
1911 · 
1912 · 
1913 · 
1914 · 
1915-1921 · 
1922 · 
1923 · 
1924 · 
1925 · 
1926 · 
1927 · 
1928 · 
1929 · 
1930 · 
1931 · 
1932 · 
1933 · 
1934 · 
1935 · 
1936 · 
1937 · 
1938 · 
1939 ·
1940-1946 · 
1947 · 
1948 · 
1949 · 
1950 · 
1951 · 
1952 · 
1953 · 
1954 · 
1955 · 
1956 · 
1957 · 
1958 · 
1959 · 
1960 · 
1961 · 
1962 · 
1963 · 
1964 · 
1965 · 
1966 · 
1967 · 
1968 · 
1969 · 
1970 · 
1971 · 
1972 · 
1973 · 
1974 · 
1975 · 
1976 · 
1977 · 
1978 · 
1979 · 
1980 · 
1981 · 
1982 · 
1983 · 
1984 · 
1985 · 
1986 · 
1987 · 
1988 · 
1989 · 
1990 · 
1991 · 
1992 · 
1993 · 
1994 · 
1995 ·
1996 · 
1997 · 
1998 · 
1999 · 
2000 · 
2001 · 
2002 · 
2003 · 
2004 · 
2005 · 
2006 ·
2007 ·
2008 ·
2009 ·
2010 ·
2011 ·
2012 ·
2013 ·
2014 ·
2015 ·
2016 ·
2017 ·
2018 ·
2019 · 
2020 · 
2021 ·
2022 ·
2023 ·
2024

 ISU-kampioenschappen

WK kunstschaatsen junioren ·
EK kunstschaatsen ·
Viercontinentenkampioenschap ·
Olympische Spelen